# 6800 Saragamine
6800 Saragamine este un asteroid din centura principală de asteroizi.

## Descriere
6800 Saragamine este un asteroid din centura principală de asteroizi. A fost descoperit pe 29 octombrie 1994 la Kuma Kogen de Akimasa Nakamura. El prezintă o orbită caracterizată de o semiaxă mare de 2,66 ua, o excentricitate de 0,16 și o înclinație de 8,5° în raport cu ecliptica.